# Conto terzi
Conto terzi è il terzo album della cantante italiana Donatella Moretti.

## Il disco

Donatella Moretti con il Maestro Franco Pisano

Proseguendo il discorso iniziato con l'album precedente, anche per la realizzazione di questo disco Donatella Moretti collabora con alcuni cantautori come Andrea Lo Vecchio, Franco Battiato (autore per Milva, Alice, Giuni Russo, Patty Pravo, Fiorella Mannoia, Carmen Consoli, Adriano Celentano), Ninni Carucci, Dino Sarti, Roberto Vecchioni (autore per Iva Zanicchi, I Nuovi Angeli, Michele, Tony Dallara, Fausto Leali, Little Tony, Gianni Morandi, Homo Sapiens, Renato Pareti, Anna Oxa, Red Canzian, Gianna Nannini, Angelo Branduardi, Stadio, Patty Pravo), Mario Piovano, Fausto Amodei e il giovanissimo Cristiano Malgioglio (autore per Mina, Raffaella Carrà, Loretta Goggi, Iva Zanicchi), che scrivono quasi tutte le canzoni del disco.
Delle tre canzoni che scrive per questo disco Roberto Vecchioni inciderà solo Ragazza che parti, con il titolo Ragazzo che parti, ragazzo che vai, inclusa nell'album Saldi di fine stagione, pubblicato qualche mese dopo.
Gli arrangiamenti del disco sono curati da Franco Pisano; l'orchestra è quella dell'"Unione Musicisti" di Roma. 
L'album venne registrato nello studio Dirmaphon di Roma; il tecnico del suono è Giovanni Fornari.
La foto di copertina e quelle interne sono di Mario De Paoli, mentre la realizzazione grafica della copertina è curata da Gianni Sassi.
Con la canzone Io per amore Donatella Moretti partecipò a Canzonissima 1972; la canzone venne pubblicata su 45 giri con un retro inedito su LP (La ballata del disoccupato).

## Tracce
Lato A
1. Suona la sveglia al mattino (testo di Maria Luisa Caravati; musica di Massimo Tenzi) - 2'40''
2. La filovia (testo di Sergio Albergoni e Franco Battiato; musica di Pino Massara e Franco Battiato) - 3'12''
3. Antonio e Giuseppe (testo e musica di Roberto Vecchioni) - 4'00''
4. Corri ragazzo (testo di Leo Chiosso e Maurizio Jurgens; musica di Franco Pisano) - 3'10''
5. Per troppo amore (testo e musica di Fausto Amodei) - 3'18''
6. Malgrado ciò ti voglio bene (testo di Dino Sarti; musica di Bruno Pallini) - 3'22''

Lato B
1. Io per amore (testo di Maria Luisa Caravati; musica di Ninni Carucci) - 4'02''
2. Orlando (testo e musica di Roberto Vecchioni) - 4'48''
3. L'ultimo bar (testo di Leo Chiosso; musica di Mario Piovano) - 4'20''
4. Ragazza che parti (testo e musica di Roberto Vecchioni) - 4'18''
5. Amo (testo di Cristiano Malgioglio e Andrea Lo Vecchio; musica di Cristiano Malgioglio) - 3'25''

## Formazione
- Donatella Moretti – voce
- Vincenzo Restuccia – batteria
- Daniele Patucchi – basso
- Silvano Chimenti – chitarra elettrica
- Angelo Baroncini – chitarra classica
- Giorgio Carnini – organo Hammond, sintetizzatore
- Dino Asciolla – viola
- Tino Fornai – violino
- Santino Tedone – flauto
- Marcello Boschi – flauto
- Franco De Gemini – armonica
- I 4 + 4 di Nora Orlandi – cori